# Fustat
Fustat (àrab: الفسطاط, al-Fusṭāṭ; copte: Ⲫⲩⲥⲧⲁⲧⲱⲛ), Fostat, al-Fustat, Misr al-Fustat o Fustat-Misr fou la primera capital d'Egipte sota domini islàmic i el nucli primitiu de la ciutat del Caire. Fou fundada pel general musulmà Amr ibn al-As al costat d'allò que avui en dia es coneix com el «Caire Vell», just després de la conquesta musulmana d'Egipte el 641. Encara hi ha la mesquita d'Amr, la primera mesquita construïda a Egipte.
Segons la tradició al lloc on aquest general hauria plantat la seva tenda, que en àrab es diu fustat, i que hauria donat nom al lloc; el nom, però, també pot derivar del grec 'camp' o 'campament'. La ciutat era essencialment una vila copta.
No estava emmurallada i quan els kharigites egipcis van agafar el poder temporalment, el 684, van construir una rasa a l'est com a defensa. El governador Abd-al-Aziz ibn Marwan es va retirar a Hulwan durant la pesta de 689-690, però va fer nombroses construccions a la ciutat. El darrer califa omeia, Marwan II, va creuar per Fustat en la seva fugida i va fer cremar magatzems de gra i potser part de la ciutat.

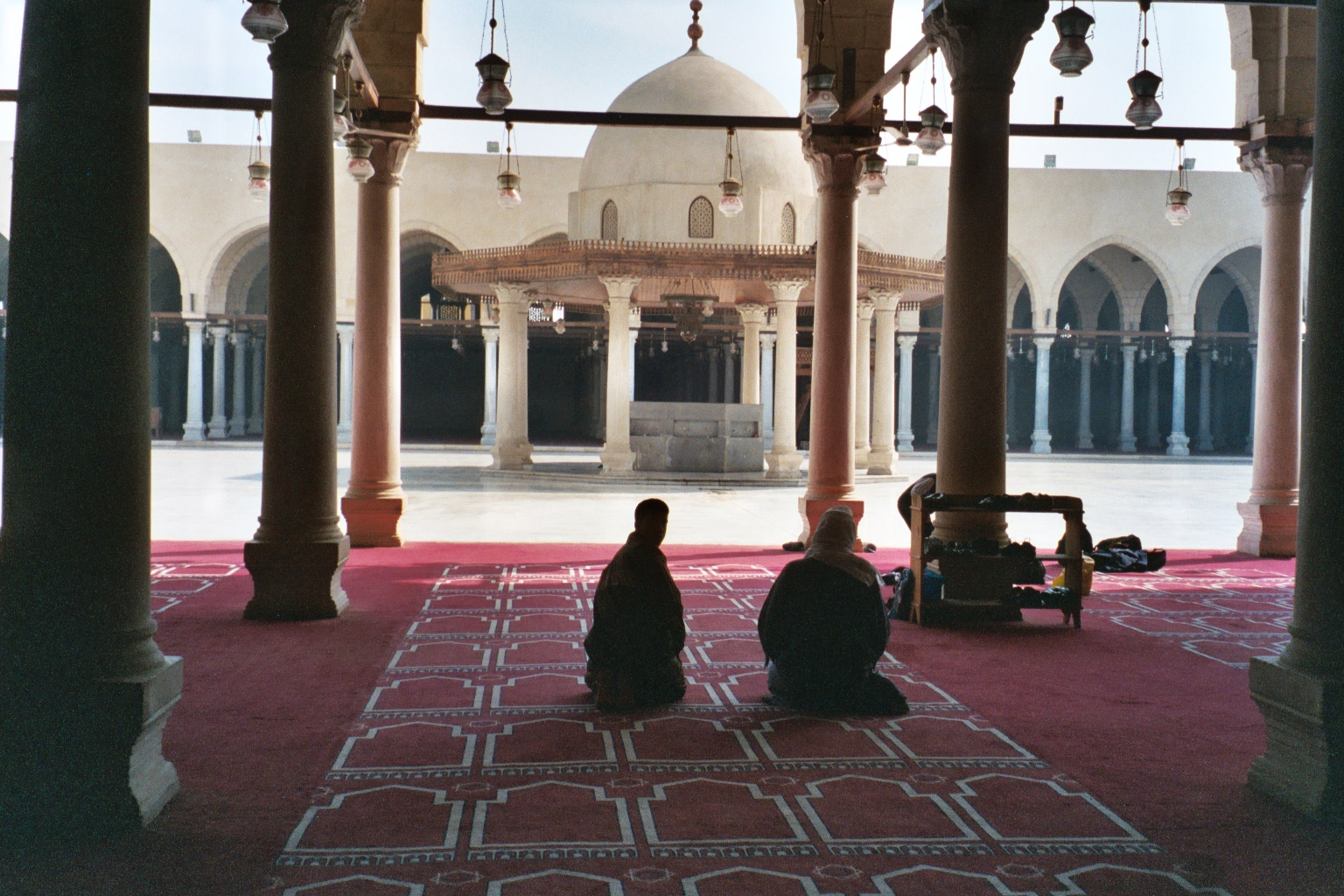
Mesquita d'Amr ibn al-As

Els governadors abbàssides van residir una mica lluny de la ciutat, al barri d'al-Hamra al-Kuswa (el campament primitiu), i van fundar quasi una nova ciutat, que es va dir al-Àskar. Al segle ix, Àhmad ibn Tulun va fundar una nova capital, al-Qataï, a tocar de la ciutat; el palau fou demolit després de la caiguda dels tulúnides, el 905.
La fundació d'al-Qàhira, és a dir el Caire, pels fatimites, el 969, no la va afectar, però al final va suposar la creació de la ciutat que l'havia de substituir i engolir. Durant un temps, va romandre una ciutat pròspera i centre comercial principal; fou molt afectada per la fam que va durar setze anys durant el regnat d'al-Mustànsir (1035-1094), quasi tots els del període del 1054 al 1072, acompanyada d'epidèmies. Fou llavors quan al-Àskar i al-Qataï foren abandonades.

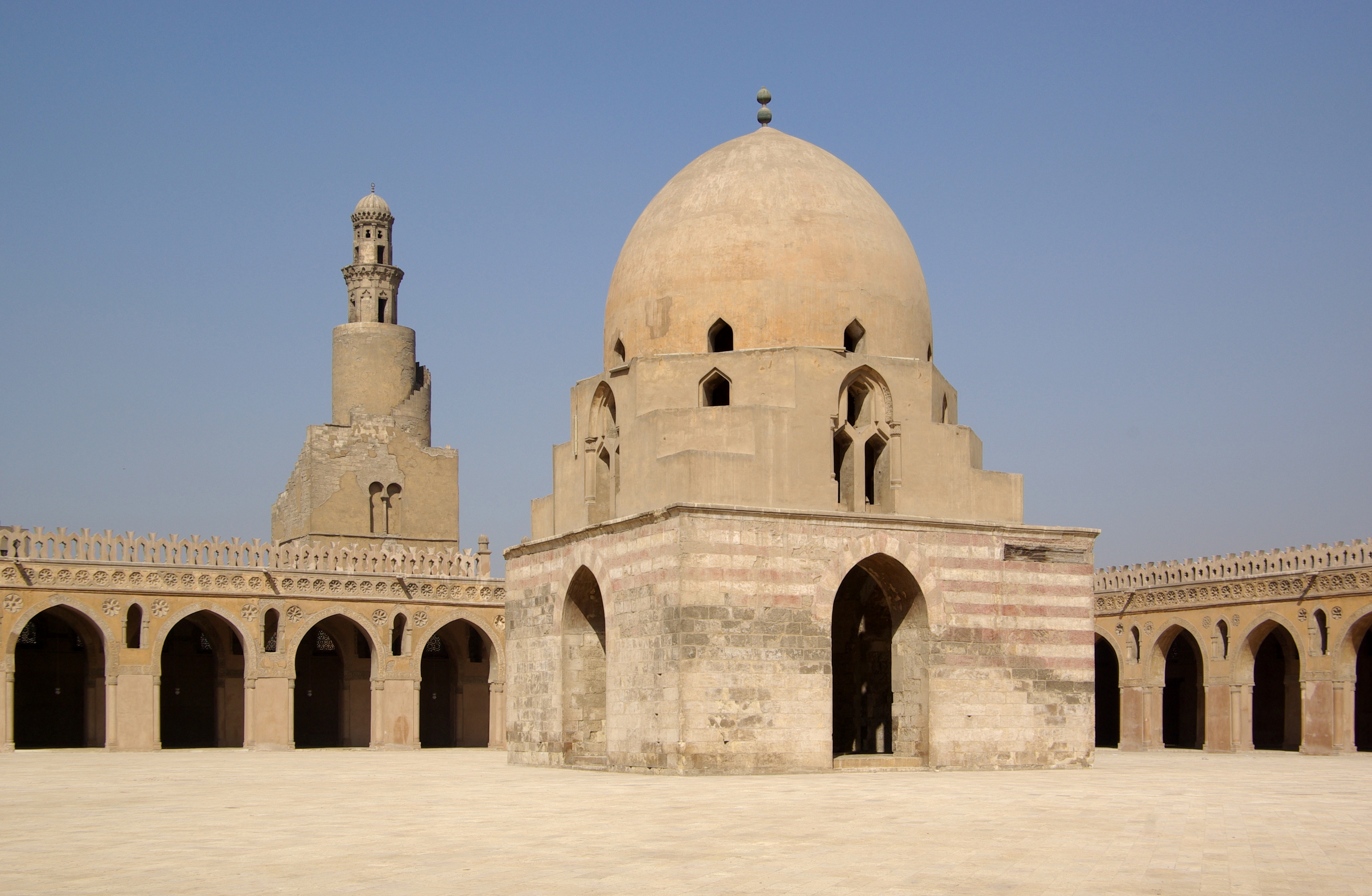
Mesquita d'Ibn Tulun a al-Qataï

El 1168, l'exèrcit del rei Amalric I de Jerusalem acampà al sud d'al-Rasad (barri de la ciutat) a Birkat al-Habash, enfrontat al seu antic aliat Shawar, per al qual havia lluitat quatre anys abans. Com que Fustat no tenia defenses, es va ordenar l'evacuació de la ciutat (que tenia uns dos-cents mil habitants), que fou cremada sistemàticament; l'incendi va durar 54 dies.
Més tard, es va començar a reconstruir, però Saladí va ordenar construir un mur englobant al-Fustat, el Caire i la ciutadella, que no va tenir gaire èxit. La ciutat va recuperar prosperitat i al segle xiii era una ciutat important amb fàbriques i grans edificis.
La gran pesta del 1348 li va donar el cop definitiu. En endavant, fou una vila provincial capital administrativa de l'alt Egipte, progressivament unida al Caire (és coneguda com el Caire Vell i col·loquialment com a Misr). El 1799, durant l'expedició de Napoleó, tenia deu mil habitants, dels quals 600 eren coptes.

## Personatges il·lustres
- Umara ibn Wathima